# Акмурзаев, Тоза
Тоза Акмурзаев — предводитель северо-кавказских повстанцев, 3-й имам Северного Кавказа, имам Чечни и Дагестана. Предводитель восстания 1865 года в Чечне.

## Биография
Чеченец, принадлежал к тайпу Харачой. Последователь Кунта-Хаджи Кишиева.
В 1865 году, после Кавказской войны, в Чечне вспыхнуло восстание. Возглавил его Тоза Акмурзаев из Харачоя, который и был 24 мая 1865 года официально объявлен новым имамом Чечни и Дагестана.
Организацию восстания готовили Мачик-мулла, братья Тоза и Кеби Акмурзаевы, Актулла Гакаев из аула Шали и другие зикристы. 9 мая в аулах Дарго, Эрсеной и Элистанжи появились прокламации от имени имама Тозы, написанные Мачик-муллой.

«От имама, Бога боящегося, Тазы Экмирзаева, брату нашему Арапхану и всем мусульманам. Приготовляйтесь к войне с неверными, которую завещал нам Бог через пророка своего! Идите по дороге Магомета и гоните врагов! Выходите за Бога! Собирайтесь завтра на харачоевских возвышенностях и направляйтесь к месту Кеттеш-Корт»
— Письмо имама Тозы к жителям аула Дарго.
12 мая Гакаев разослал текст воззвания к восстанию своим сторонникам. В тот же день о готовящемся восстании стало известно аргунскому наибу, майору Давлет-Мирзе Мустафину. Актулла Гакаев был арестован и помещён в грозненскую тюрьму. Мустафин отправил секретное сообщение о намеченном на 24 мая мятеже своему начальству.
23 мая начальник Ичкеринского округа полковник Головачёв получает донесение о том, что Тоза Акмурзаев из Харачоя выдает себя за святого и вербует сторонников с целью восстания против царской администрации. Головачёв отдает приказ харачоевскому старшине Эбете Абекерову арестовать Тозу. Харачоевский старшина не выполнил приказ, сославшись на то, что Тоза его не послушал, а харачоевцы не пожелали принять участие в его аресте. Не удалось уговорить Тозу сдаться властям и нескольким почётным лицам из Ичкерии, а также бывшему шамилевскому наибу Хату Мамаеву. Тоза покидает Харачой и скрывается в лесу, к нему присоединяются жители некоторых ичкеринских аулов.
Властям удалось быстро расправиться с восставшими, которые были лишены поддержки. Имам Тоза был схвачен вместе с ближайшими сподвижниками. Тозу приговорили к смертной казни, но приговор был заменен 12-ю годами каторги с последующей ссылкой на вечное поселение в Сибирь. Другие участники восстания были высланы в центральные губернии России.